# ヨッシーのたまご
『ヨッシーのたまご』は、ゲームフリーク開発、任天堂発売のファミリーコンピュータ（以下FC）・ゲームボーイ（以下GB）用ゲームソフト。日本ではFC版・GB版ともに1991年12月14日発売。アメリカでは『Yoshi』、ヨーロッパでは『Mario & Yoshi』のタイトルで発売された。

## 概要
『ポケットモンスター』シリーズ開発で知られるゲームフリークが、任天堂発売ソフトとしては初めて開発に携わった作品である。『スーパーマリオワールド』でデビューしたヨッシーを初めてフィーチャーしたタイトルである。
当初はヨッシーと無関係のパズルゲームとして企画されていたが、「二つの列を反転させる」というアイデアを盛り込んで動かしてみたところ、CPUの処理落ちによるねじれてひっくり返るような動き方から「卵で挟んで中からヨッシーが生まれる」という発想が生まれ、現在の形式になったと横井軍平が書籍『横井軍平ゲーム館』でのインタビューで語っている。「ヨッシーのたまご」というタイトルも横井の命名で、当時の任天堂社長だった山内溥は最初にタイトル名を聞いて驚いていたが、後で「良い名前だ」と納得していたと同じインタビューで語られている。
『ドクターマリオ』『ワリオの森』などの任天堂発売のアクションパズルゲームと同じように、当時は低年齢層のみならず主婦層にも人気を集めた。
CMでは『浦島太郎』の替え歌が使われた。
スーパーファミコン向けに『スーパーヨッシーのたまご』として制作されたが、未発売タイトルとなった。2007年3月6日にWiiのバーチャルコンソールにてFC版がダウンロード販売が開始された。またニンテンドー3DSでは2011年に値下げ前購入者対象の「アンバサダー・プログラム」の一つとしてFC版が提供され、2012年8月22日に一般向けダウンロード販売が開始された。Wii Uでは、2013年6月12日から7月11日まで「ファミコン誕生30周年記念 Wii U バーチャルコンソール 体験キャンペーン」の一環として30円で配信され、さらに体験キャンペーンタイトルの全7タイトルの内の中で唯一ルイージが登場をしている為、体験キャンペーンタイトルで唯一「ルイージの年」にも重ねられている。Wii版、Wii U版、ニンテンドー3DS版は全てバーチャルコンソールである。

## 基本ルール
いわゆる落ち物パズルだが、プレイヤーは落ちてくるキャラクターではなく、受け止める側の「土台」を操作する。この「土台」を動かすという独特の仕組みは横井軍平のアドバイスを受けて実装された。
縦8列（GB版は縦7列）、横4列で構成されているゲームフィールドの上に、落ちモノとなるキャラクターの待機列が配置。待機列はいずれかの列にランダムな落ちモノキャラクターが配置され、配置された落ちモノが落下中は次のキャラクターが次の落下予告として配置される。
プレイヤーはマリオの移動、2つの横の列の入れ替え、キャラクターの高速落下のいずれかの操作を行うことができる。落下してきたキャラクターが一番下にあるトレー、または他のキャラクターに着地すると、そのキャラクターが固定される。同じキャラクターを上下に2つ繋げると、そのキャラクターが消滅し得点となる。
落ちモノとなるキャラクターは、クリボー、ゲッソー、パックンフラワー、テレサ（キャラクター）と、後述する「うえたまご、したたまご」（卵のかけら）の6種類。2種類の卵のかけら（「うえたまご」と「したたまご」）は、それぞれでキャラクターを挟むことで一度に大量に消すことができるほか、完成した卵からヨッシーを誕生させて高得点を得たり、対戦モードで敵を攻撃する時に必要となる。また、完成させた卵の数はカウントされる。
- うえたまご
  - 着地した列の下に「したたまご」が無い場合は消滅してしまう。
  - 着地した列の下に「したたまご」がある場合は卵が完成する。
- したたまご
  - 「したたまご」を上下に2つ繋げると、通常のキャラクターと同じく消滅してしまう。
  - 「したたまご」の上に「うえたまご」を着地させると卵が完成する。

「したたまご」と「うえたまご」の間に1つ以上の通常キャラクターが入っている場合、その数に応じて生まれるヨッシーの形態と得点が変化する。間に入っていたキャラクターは、完成した卵と共に消滅する。
キャラクターを2つ並べて消した場合の点数は5点。卵が完成した時に入る高得点は、ヨッシーの種類によって決まる。
| 種類           | 点数  | 挟んだ数 | 挟んだ数 |
| 種類           | 点数  | FC版     | GB版     |
| -------------- | ----- | -------- | -------- |
| チビヨッシー   | 50点  | 0～1個   | 0個      |
| ヨッシー       | 100点 | 2～4個   | 1～3個   |
| はねヨッシー   | 200点 | 5～6個   | 4～5個   |
| スターヨッシー | 500点 | 7個      | 6個      |

キャラクターが縦方向の9列目（GB版は8列目）に着地してしまうとゲームオーバーとなる。GB版はFC版より縦の列が一つ低くなっているため、難易度が少し高くなっている。

## ゲームモード
A TYPE
キャラクターが一個も積まれていないところからスタートし、ゲームオーバーになるまでプレイするモード。しばらくプレイしていくとキャラクターの落下速度が早くなっていく。レベルが上がる直前になると、通常2体ずつ落下するキャラクターが3体落下してくる。キャラクターが40回落下するとレベルが1上がり、落下するキャラクターが2体に戻って落下スピードが少し緩和されたのちまた徐々に落下スピードが上がっていく。レベルが上がるごとにキャラクターの落下スピードと落下キャラクターが3個になるタイミングが徐々に早くなっていき、これがゲームオーバーになるまでひたすら繰り返される。
ヨッシーのたまごを10個以上完成させると、ゲームオーバー後に追加スコアを得るチャンスがあるボーナス画面を見ることができる。さらにBGMがある状態でヨッシーのたまごを100個以上完成させると、右下で完成させたたまごの数をカウントしているヨッシーが音楽に合わせて踊り出す。ちなみにたまごのカウンターは2桁表示であり、100個に達すると「00」に戻るが先述した通りヨッシーが踊るという設定が追加されゲームオーバー後のボーナス画面もきちんと対応しており、内部では100匹以上の数を認識している。
公式ガイドブックにおいてはスコアを2万点獲得することをこのモードの目標と設定している。
B TYPE
最初からキャラクターが積まれているステージクリア型モード。全てのキャラクターを消滅させるとステージクリアとなり、ヨッシーがアイテムを食べて得点を獲得するボーナス画面を見ることができる。レベルが上がるごとにステージ開始時点でキャラクターが積まれている段数が上がっていき、レベル6以降は6段積まれた状態でスタートする（GB版ではレベル5以降は5段積まれた状態で開始）。公式ガイドブックにおいては、ボーナス画面でアイテムが変わらなくなるレベル28を攻略の目標としている。
2-PLAYER
2人で対戦するゲーム。B TYPEと同じく初めからキャラクターが積まれている。2P側のキャラクターはルイージ。たまごを完成させると、挟んだキャラクターの数に応じて対戦相手のゲームフィールドに大量のキャラクターを降らせる。対戦相手をゲームオーバーにさせるか、相手より先に全てのキャラクターを消すと勝利となる。3セット先取で勝利。上から降ってくるキャラクターは両者とも異なる。

## 他機種版
| No. | タイトル                                      | 発売日                                                | 対応機種        | 開発元                | 発売元 | メディア                            | 型式             | 売上本数 | 備考 |
| --- | --------------------------------------------- | ----------------------------------------------------- | --------------- | --------------------- | ------ | ----------------------------------- | ---------------- | -------- | ---- |
| 1   | ヨッシーのたまご                              | 2007年3月6日 2007年5月18日 2007年7月9日 2008年8月12日 | Wii             | ゲームフリーク エイプ | 任天堂 | ダウンロード (バーチャルコンソール) | -                | -        |      |
| 2   | ヨッシーのたまご                              | 2012年8月22日                                         | ニンテンドー3DS | ゲームフリーク エイプ | 任天堂 | ダウンロード (バーチャルコンソール) | CTR-N-TARJ-JPN-1 | -        |      |
| 3   | ヨッシーのたまご                              | 2013年6月12日                                         | Wii U           | ゲームフリーク エイプ | 任天堂 | ダウンロード (バーチャルコンソール) | -                | -        |      |
| 4   | ファミリーコンピュータ Nintendo Switch Online | 2018年9月19日                                         | Nintendo Switch | 任天堂                | 任天堂 | ダウンロード                        | -                | -        |      |

## スタッフ
- 田尻智
- 新改裕二
- 丸山傑規
- 杉森建
- 増田順一
- 郡山昭仁

## 評価
ファミリーコンピュータ版
ゲーム誌『ファミコン通信』の「クロスレビュー」では合計24点（満40点）、『ファミリーコンピュータMagazine』の読者投票による「ゲーム通信簿」での評価は以下の通り22.2点（満30点）。
| 項目 | キャラクタ | 音楽 | お買得度 | 操作性 | 熱中度 | オリジナリティ | 総合 |
| 得点 | 4.0        | 3.4  | 3.9      | 3.7    | 3.8    | 3.6            | 22.2 |

ゲームボーイ版
『ファミコン通信』の「クロスレビュー」では合計22点（満40点）、『ファミリーコンピュータMagazine』の読者投票による「ゲーム通信簿」での評価は以下の通り22.6点（満30点）。
| 項目 | キャラクタ | 音楽 | お買得度 | 操作性 | 熱中度 | オリジナリティ | 総合 |
| 得点 | 3.9        | 3.5  | 4.0      | 3.8    | 3.8    | 3.6            | 22.6 |